# جان لوب
جان لوب (انگلیسی: John Lobb) شرکت کالای لوکس بریتانیایی است، که در سال ۱۸۴۹ تأسیس شد.